# 博約韋 (切爾尼吉夫卡區)
47°3′58″N 36°4′33″E / 47.06611°N 36.07583°E
博約韋（烏克蘭語：Бойове）是位於烏克蘭東南部的村莊，由扎波羅熱州別爾江斯克區的切爾尼希夫卡市鎮負責管轄。該村處於尤尚利河畔，分別距離扎米斯季亞1.5公里和塔拉西夫卡4.5公里，始建於1862年，面積1.12平方公里，海拔高度91米，2001年人口187。